# Valentín Alcántara
Valentín Alcántara (Nacido en Azua) fue un militar y activista dominicano.
Sirvió a la patria en la Batalla de Azua del 19 de marzo de 1844, en donde tuvo una importantísima labor como fusilero. Fue además de los independentistas resueltos que proclamó la república en los primeros días de la proclama.
Años después se pasó a las filas del ejército haitiano llegando a participar en las últimas campañas de la guerra dominico-haitiana bajo la bandera del vecino país, obteniendo el grado de general y enterrado con honores militares como general del ejército haitiano al momento de su muerte.